# Операция «Бандура»
«Бандура» — операция советской контрразведки Смерш, основанная на радиоигре против разведцентра группы армий «Север», проводившаяся начиная с 1944 года.

## Ход операции
В июне 1944 года советскими контрразведчиками в районе города Андреаполь было захвачено четверо агентов Абвера с радиостанцией. Руководитель группы Н. Е. Михайлов (в архивах немецкой военной разведки он числился Волковым, а у «Смерша» — Балтийцем) и радист сразу же согласились работать на советскую военную контрразведку. Так началась радиоигра между немецким разведцентром группы армий «Север» и военными контрразведчиками 2-го Прибалтийского фронта. Курировал от СМЕРШ агентурно-оперативные мероприятия по игре «Бандура» заместитель В. С. Абакумова генерал-лейтенант Бабич Исай Яковлевич. Непосредственным организатором радиоигры был начальник управления СМЕРШ 2-го Прибалтийского фронта Н. И. Железников.
По плану радиоигры радист передал просьбу о подкреплении. Не заподозрив подвоха, центр запросил о надежном месте выброски четырех агентов. Такое место было подобрано как раз в районе Андреаполя, где в основном протекала деятельность «Бандуры». В момент приземления агенты были обезоружены. Их захват был проведён должным образом, и радиоигра продолжалась. Спустя два месяца в этом же районе был принят с самолёта и захвачен агент-курьер, доставивший для группы «Бандура» оружие, боеприпасы, обмундирование, продовольствие и медикаменты. Игра «Бандура» успешно велась вплоть до 1945 года.
Сведения о данной операции довольно скудны. В книге Е. Толстых имеются дополнительные подробности операции, однако считать их достоверными нельзя, так как автор использует в книге и вымышленных персонажей.